# لوزیرا
لوزیرا (به لاتین: Luzira) یک منطقهٔ مسکونی در اوگاندا است که در Nakawa Division حاشیه کامپالا واقع شده‌است. لوزیرا ۱٬۱۴۰ متر بالاتر از سطح دریا واقع شده‌است؛ و به جهت زندان لوزیرا معروف است.